# Montreuil-en-Touraine
Montreuil-en-Touraine ist eine französische Gemeinde mit 750 Einwohnern (Stand: 1. Januar 2022) im Département Indre-et-Loire, in der Région Centre-Val de Loire. Sie gehört zum Arrondissement Loches und zum Kanton Amboise. Die Gemeinde ist Mitglied des Gemeindeverbandes Communauté de communes du Val d’Amboise.

## Geographie
Montreuil-en-Touraine liegt etwa 25 Kilometer ostnordöstlich von Tours. Die Gemeinde gehört zum Weinbaugebiet Touraine-Amboise. Die Nachbargemeinden von Montreuil-en-Touraine sind Neuillé-le-Lierre im Norden und Nordwesten, Autrèche im Nordosten, Saint-Ouen-les-Vignes im Osten und Südosten, Pocé-sur-Cisse im Südosten, Nazelles-Négron im Süden sowie Reugny im Westen.

## Demographie
| Jahr                       | 1962 | 1968 | 1975 | 1982 | 1990 | 1999 | 2006 | 2017 |
| Einwohner                  | 431  | 433  | 343  | 521  | 632  | 642  | 682  | 832  |
| Quellen: Cassini und INSEE |      |      |      |      |      |      |      |      |

## Sehenswürdigkeiten

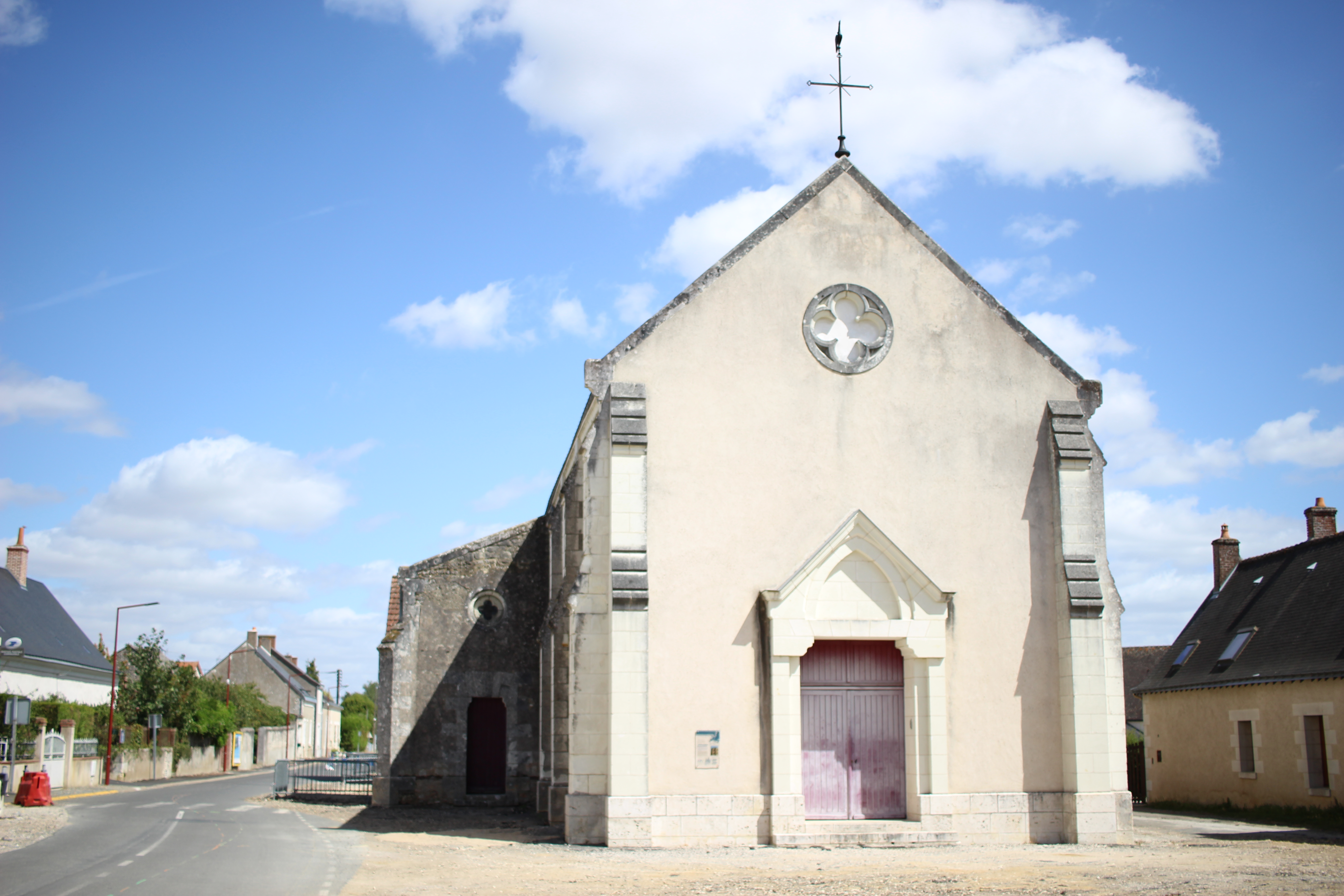
Kirche Saint-Martin
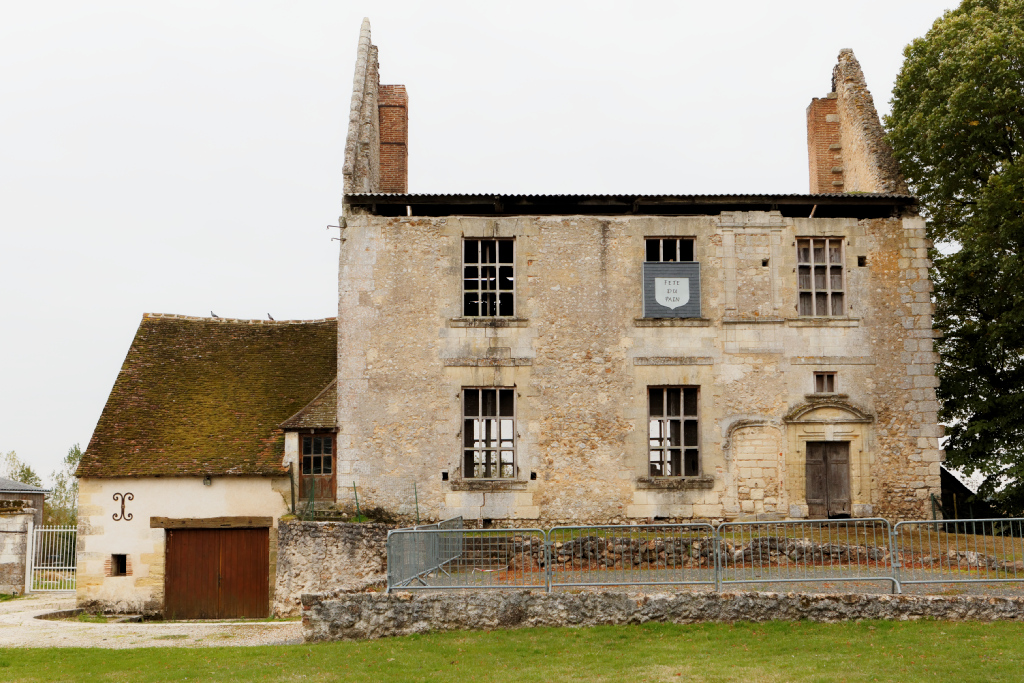
Schlossruine

- Schlossruine, Monument historique
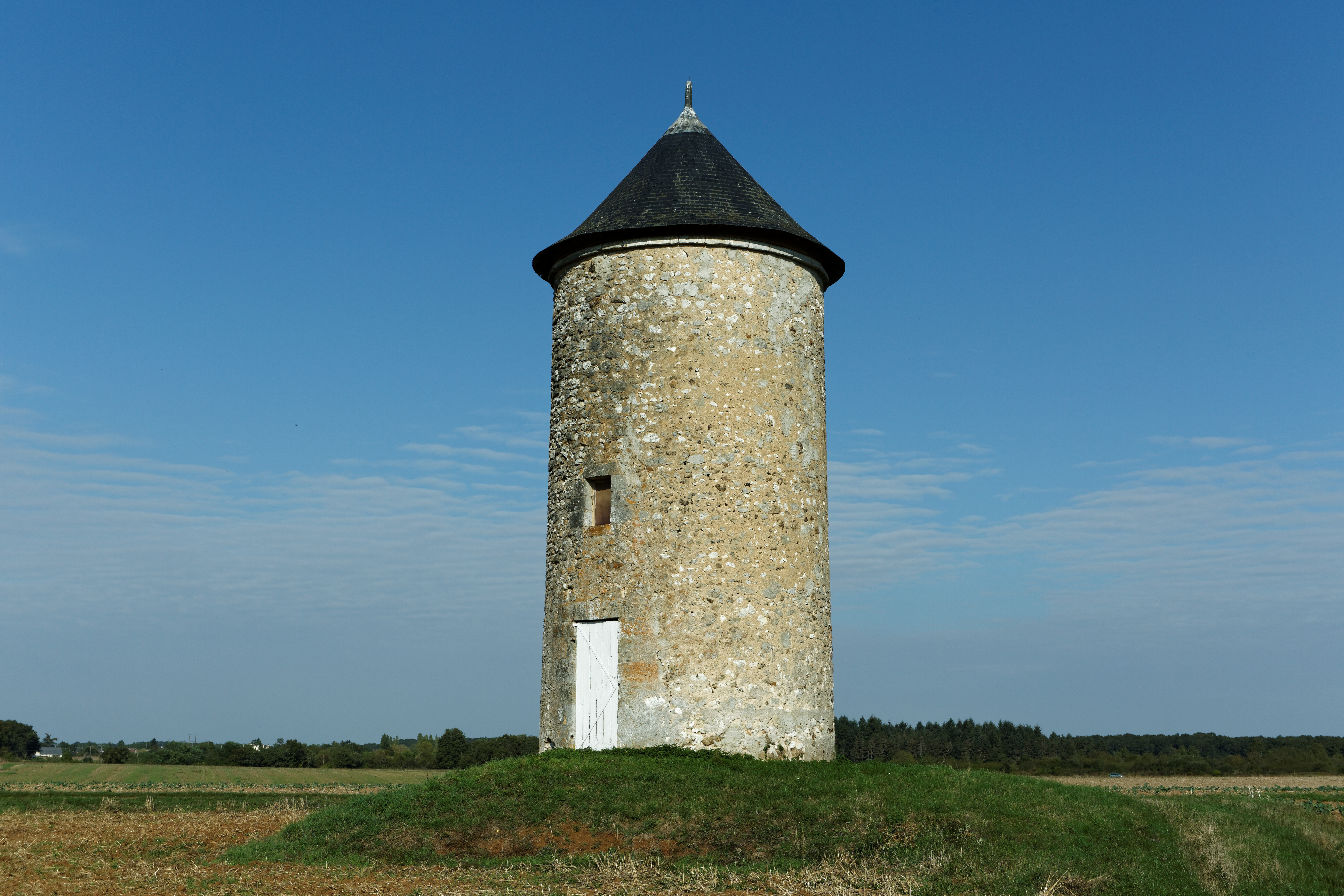
Reste der Windmühle Villagou
- Wassermühle
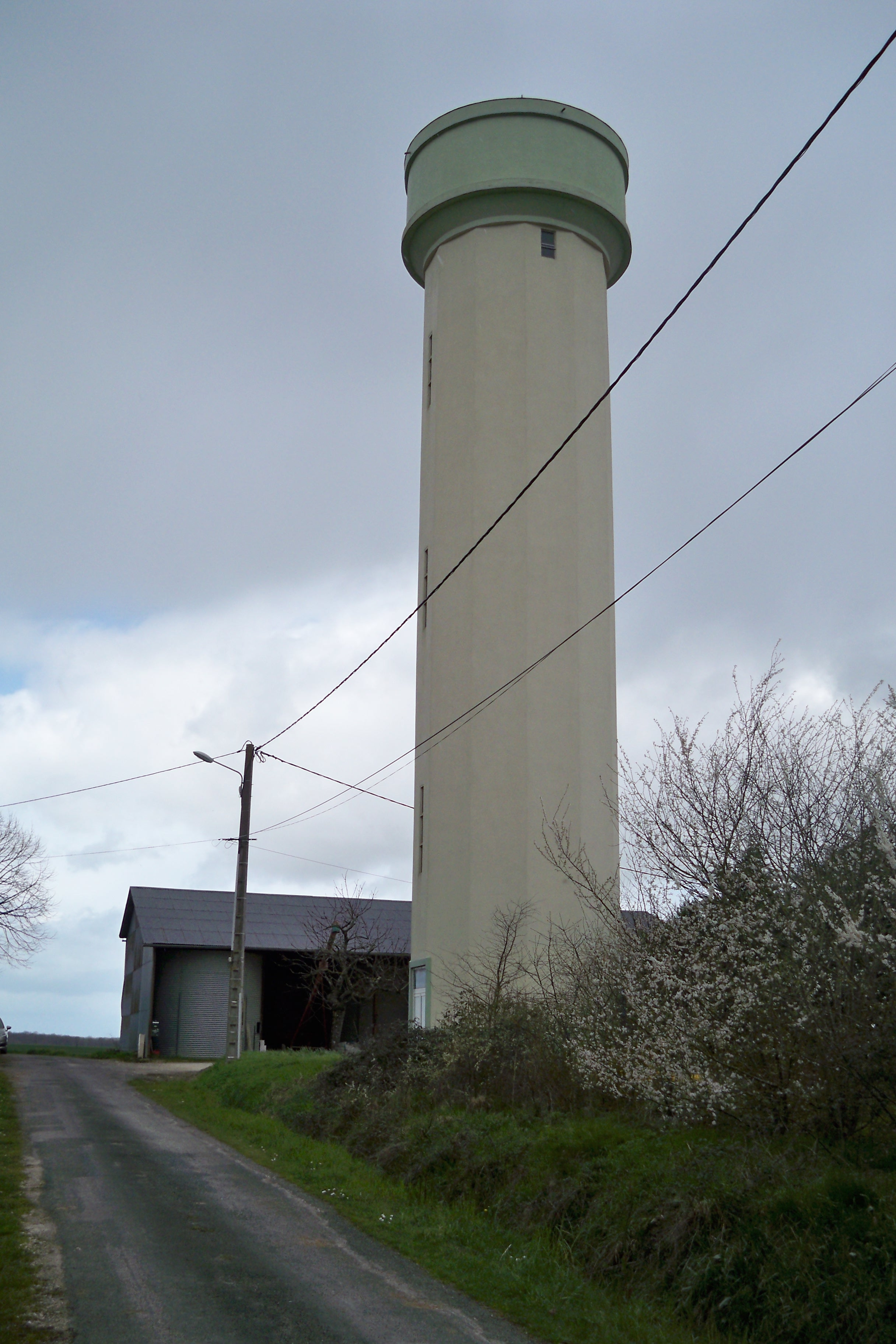
Wasserturm

- Kirche Saint-Martin
- Schlossruine
- Ehemalige Windmühle
- Wasserturm